# Decimus Brutus
a nu se confunda cu celebrul Brutus care a participat la conjurația împotriva lui Caesar

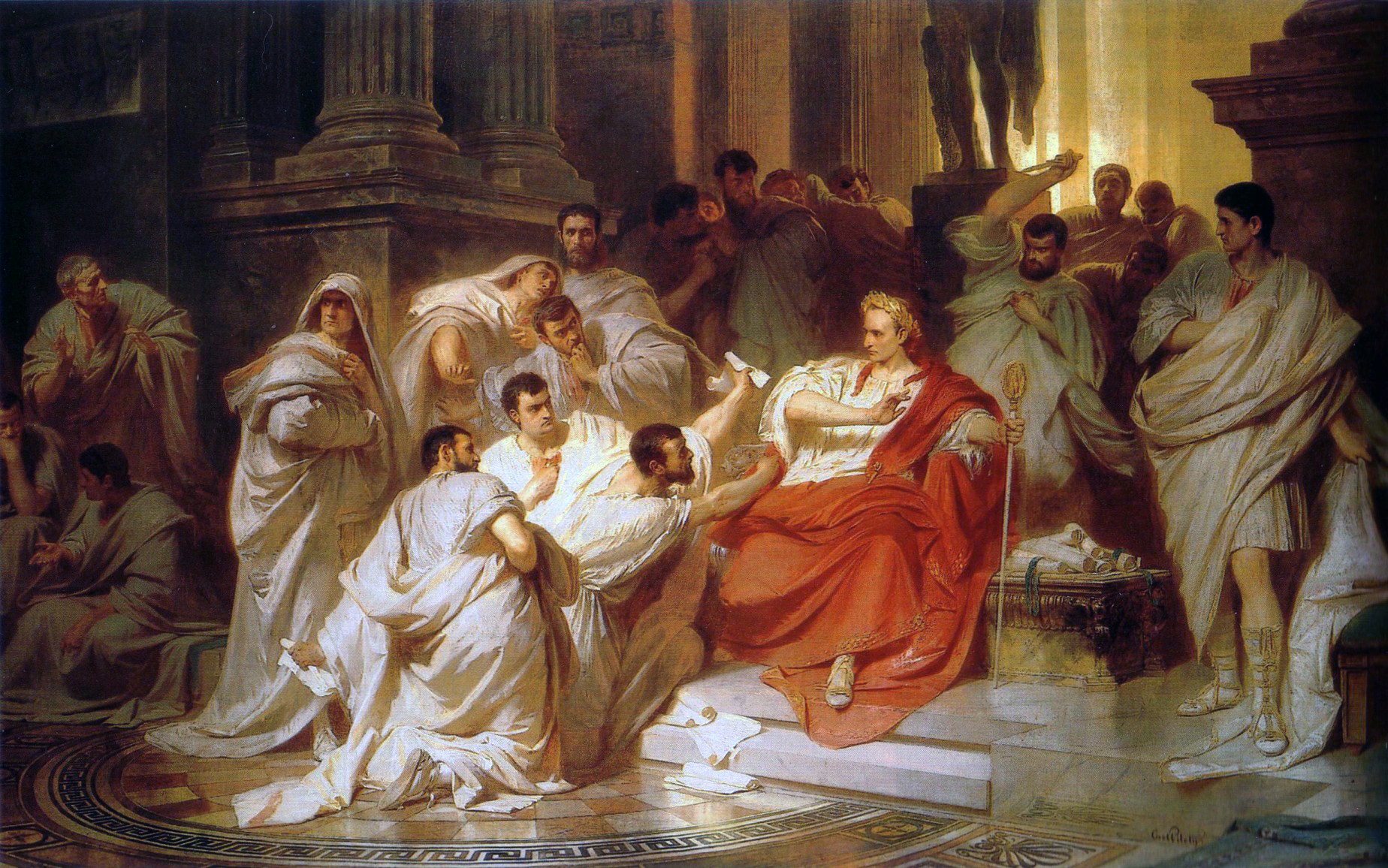
Moartea lui Caesar (pictură din secolul XIX)

Decimus Junius Brutus Albinus (n. 85/81 î.Hr. d. 43 î.Hr.) a fost un politician și general roman, unul dintre asasinii lui Iulius Cezar. A fost locotenent al lui Caesar în Galia, comandant al flotei acestuia la Marsilia (în 49 î.Hr.), guvernator al Galiei Transalpine (în 46), a luat parte la conjurația împotriva lui Caesar (martie 44). A fost apoi guvernator al Galiei Cisalpine, pe care a refuzat să o predea lui Marc Antoniu. A fost ucis în anul 43, în timp ce încerca să se alăture forțelor lui Gaius Cassius Longinus și Marcus Junius Brutus, în Macedonia.